# Mike Worsley
Mike Worsley (Warrington, 1º dicembre 1976) è un ex rugbista a 15 inglese, di ruolo pilone.
Ha conquistato il suo primo "cap" con la maglia dell'Inghilterra il 9 marzo 2003 nella partita del Sei Nazioni che vedeva la sua nazionale opposta a quella dell'Italia, mentre la sua seconda presenza risale al 26 giugno 2004 contro l'Australia.
A causa di un infortunio, si è ritirato al termine della stagione 2005-2006.
Nel settembre 2009 è divenuto insegnante presso la Cranleigh School.